# Seth Rogen
Seth Aaron Rogen (Vancouver, 15 april 1982) is een Canadees acteur, komiek en een voor een Emmy Award genomineerde schrijver.
Als tiener begon Rogen met stand-upcomedy. In 1999 brak hij door in de tienerserie Freaks and Geeks. De serie werd aan het einde van het seizoen stopgezet. Daarop kreeg Rogen een rol in de eveneens kort lopende sitcom Undeclared.
Nadat ook die serie stopte, kondigde Rogen aan niet meer te acteren in een serie of film, tenzij Judd Apatow erbij betrokken zou zijn. Rogen werd schrijver en werkte mee aan de scripts van het tweede seizoen van Da Ali G Show. Hiervoor werd hij in 2005 genomineerd voor een Emmy Award.
In 2005 acteerde Rogen toch weer in verscheidene komische films. In 2007 speelde hij een hoofdrol in in de romantische komedie Knocked Up. Hij speelde ook in films zoals Superbad, the 40 Year-Old Virgin, Pineapple Express en The Green Hornet. In 2011 speelde Rogen in 50/50, waarin hij een bijrol vertolkt naast Joseph Gordon-Levitt. In 2009 speelde hij een rol in de single 'Like a Boss' van The Lonely Island.